# پل دشانل
پل اوژنی لوئی دشانل (به فرانسوی: Paul Eugène Louis Deschanel) (زاده ۱۸۵۵ – درگذشته ۱۹۲۲) سیاستمدار فرانسوی که یازدهمین رئیس‌جمهور این کشور بود.